# Élections municipales burundaises de 2020
Les élections municipales burundaises de 2020 ont lieu le 20 mai 2020 afin de renouveler les conseils municipaux des 119 communes du Burundi. Le scrutin se tient en même temps que les élections législatives et la présidentielle,.
Les conseils de collines et leurs chefs sont quant à eux renouvelés le 24 août 2020 lors des élections collinaires. L'ensemble des candidats pour ces dernières sont obligatoirement indépendants,. 